# 古爾頓半島
64°24′S 63°12′W / 64.400°S 63.200°W
古爾頓半島是南極洲的半島，位於帕默群島的昂韋爾島東北岸，處於拉佩雷爾灣的東南部，長11公里，在1905年由讓-巴蒂斯特·夏古率領的法國探險隊測量。